# Straßenrennen der Männer bei den Asienspielen
Seit 1951 in Neu-Delhi wird das Straßenrennen der Männer bei den Asienspielen im Rahmen der Multisportveranstaltung Asienspiele für Radrennfahrer der asiatischen Radsportverbände (Asian Cycling Confederation) der Union Cycliste Internationale (UCI) ausgetragen. Seit 1958 findet das Rennen im Abstand von vier Jahren jeweils als Eintagesrennen statt. Die Sieger werden mit einem speziellen Trikot ausgezeichnet.

## Palmarès
- 1951  Kihei Tomioka
- 1954 nicht ausgetragen
- 1958  Lee Hong-bok
- 1962  Taworn Jirapan
- 1966  Pairote Roongtonkit
- 1970  Joo Ngan Ng
- 1974  Hassan Aryanfard
- 1978  Yoshitaka Nihei
- 1982  Park Se-ryong
- 1986  Shin Dae-chul
- 1990  Tang Xuezhong
- 1994  Andrei Kiwiljow
- 1998  Wong Kam Po
- 2002  Sergey Krushevskiy
- 2006  Wong Kam Po
- 2010  Steven Wong
- 2014  Jang Gyung-gu
- 2018  Alexei Luzenko
- 2022  Jewgeni Fedorow
- 2026